# Thomas Harper Ince

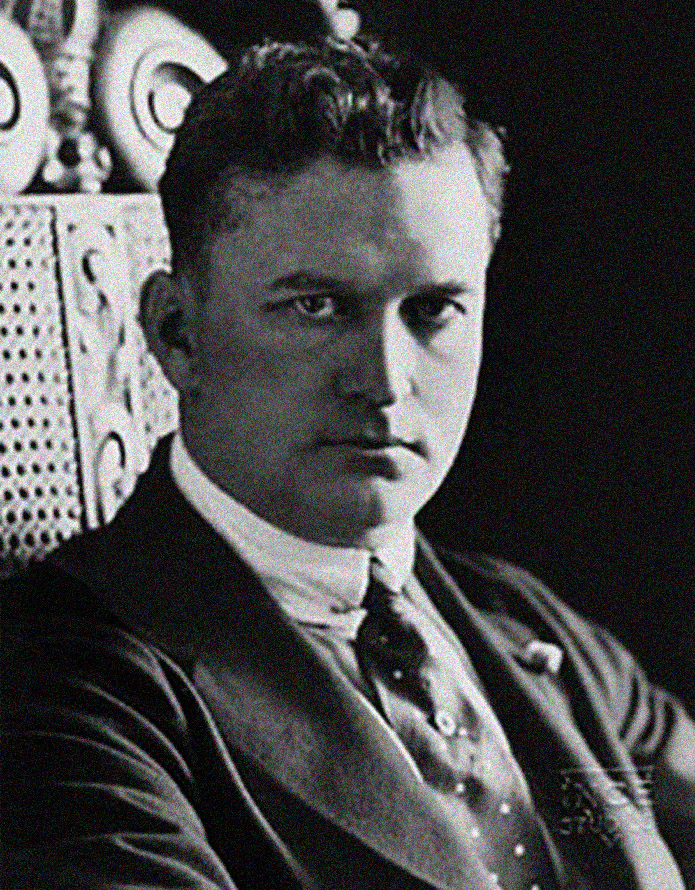
Thomas H. Ince (1919)

Thomas Harper Ince (* 16. November 1880 in Newport, Rhode Island; † 19. November 1924 in Beverly Hills, Kalifornien) war ein US-amerikanischer Filmregisseur und Filmproduzent der Stummfilmära. Ince ist einer der Pioniere der Filmgeschichte.

## Karriere
Wie seine Eltern war Ince Bühnenschauspieler. Sein älterer Bruder John Ince und sein jüngerer Bruder Ralph Ince wurden ebenfalls später Schauspieler und Stummfilmregisseure. Schon im Alter von sechs Jahren trat er das erste Mal auf. Es folgten eine Reihe von Engagements bei umherreisenden Schauspieltruppen. Mit 15 Jahren debütierte er am Broadway, doch seine Schauspielkarriere stagnierte. Durch seine Frau Alice Kershaw, die bereits bei Biograph unter Vertrag war, kam er vor die Kamera. Dort hatte er zwar keinen großen schauspielerischen Erfolg, aber nach einer Weile erhielt er die Chance, hinter die Kamera zu wechseln.
So wurde er 1911 Regisseur für Carl Laemmles Independent Motion Picture Company. Seine Filme drehte er auf Kuba, um außer Reichweite der Motion Pictures Patent Company zu sein, die versuchte, alle unabhängigen Filmproduktionen zu verhindern. In einer Reihe seiner frühen Filme spielt Mary Pickford die Hauptrolle. 1911 wechselte er zu Bison Motion Pictures, für die er vor allem frühe Western drehte, deren Erfolg auf ihren eindrucksvollen Bildern und ihrem spannungserzeugenden Rhythmus beruhte. Dazu kam sorgfältige Organisation. Ince war der erste Filmemacher, der eine Reihe von heute selbstverständlichen Vorgängen bei der Filmproduktion etablierte: Bevor gedreht wurde, wurden in den Skripten detaillierte Informationen über die in jeder Szene auftretenden Figuren und nötigen Drehorte niedergelegt. Zudem etablierte Ince sorgfältige Budgetpläne. Er teilte die Aufgaben von Drehbuchautor, Regisseur und Filmeditor auf verschiedene Personen auf, statt (wie damals noch allgemein üblich) alles selbst zu machen. So konnten mehrere Szenen gleichzeitig gedreht und bearbeitet werden.
Ince setzte außerdem neue Standards in der Annäherung an Authentizität im Westerngenre und bei Filmen über den Bürgerkrieg. Er kaufte ein 20.000 Hektar großes Stück Land nahe Santa Monica (Inceville genannt), auf dem er eine vollständige Westernstadt aus Kulissen errichten ließ, um spektakuläre Außenaufnahmen machen zu können. Darüber hinaus engagierte er echte Cowboys und Indianer und aufstrebende Regisseure wie Francis Ford, Frank Borzage, Fred Niblo, Jack Conway und Henry King für seine Filme. 1914 besetzte Ince zum ersten Mal in einem Western den Schauspieler William S. Hart, dessen Starpotenzial er frühzeitig erkannt hatte.
Inces Produktionen wurden größer und anspruchsvoller, er beschäftigte tausende von Technikern und produzierte Filme in einem penibel organisierten Prozess buchstäblich am Fließband. 1915 gründete er mit David Wark Griffith und Mack Sennett die Triangle Motion Picture Company. Vor allem der Starstatus von William S. Hart erhielt die Firma profitabel. Nach Griffiths großem Erfolg mit Die Geburt einer Nation produzierte und inszenierte Ince 1916 sein bis dahin anspruchsvollstes Projekt, den Antikriegsfilm Civilization, der jedoch kein kommerzieller Erfolg wurde, weil sich die Stimmung der Amerikaner inzwischen gegen Isolationismus gekehrt hatte.
1918 gründete Ince mit Adolph Zukor die Gesellschaft Paramount Pictures. In Culver City errichtete er abermals ein riesiges Studio und eindrucksvolle Sets, die später von David O. Selznick für MGM übernommen wurden. Als William S. Hart seinen Vertrag bei Paramount nicht verlängerte, war das der Anlass für Zukor, Ince aus der Firma zu drängen. 1919 gründete Ince die nächste Produktionsfirma mit den Partnern Mack Sennett, Marshall Neilan, Maurice Tourneur und Allan Dwan.

## Tod und Nachleben
Der Grund für Inces frühen Tod ist bis heute umstritten. Offizielle Todesursache ist ein Herzinfarkt, den Ince 1924 bei einer Feier zu seinem 44. Geburtstag auf William Randolph Hearsts Yacht erlitt. Anwesend waren prominente Gäste wie Charles Chaplin und Louella Parsons. Die Morgenzeitungen schrieben, Ince sei erschossen worden, doch die Abendzeitungen berichteten nicht mehr von dem Vorfall, während Hearsts Zeitungen verbreiteten, Ince sei an einer akuten Magenverstimmung gestorben. Was wirklich geschehen ist, ist unbekannt, doch hält sich das Gerücht, Ince sei von Hearst erschossen worden, als dieser Chaplin mit gezücktem Revolver über die Yacht gejagt habe. Hearst habe Chaplin mit seiner Geliebten, der Schauspielerin Marion Davies erwischt. Er habe Chaplin verfehlt und den zufällig an Deck stehenden Ince getroffen. Hearst habe dann seine Pressemacht dafür missbraucht, die Tat zu vertuschen; Louella Parsons habe er mit einem lebenslangen Job als Hollywood-Reporterin für seine Zeitungen für ihr Schweigen belohnt. Dass Inces Leiche ohne Obduktion eingeäschert wurde, trug nicht dazu bei, die Gerüchte zu beenden. 2001 verfilmte Peter Bogdanovich die Geschichte als The Cat’s Meow.
Die Film-100-Website führt Ince als Nummer 19 in der Liste der einflussreichsten Personen der Filmgeschichte, vor allem für seine Einführung des durchorganisierten Studiosystems. Auf dem Hollywood Walk of Fame erinnert ein Stern an Ince.

## Filmografie
- 1911: The Dream
- 1911: When The Cat’s Away
- 1911: The Mirror
- 1911: A Manly Man
- 1911: In Old Madrid
- 1911: Sweet Memories
- 1911: The Lighthouse Keeper
- 1911: Behind The Stockade
- 1911: War on the Plains
- 1912: Battle of the Redskins
- 1912: Custer’s Last Raid
- 1912: War on the Plains
- 1912: Blazing the Trail
- 1912: The Invaders
- 1913: The Drummer of the 8th
- 1913: Granddad

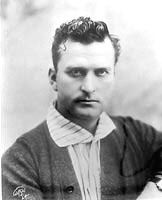
Thomas H. Ince (1910)

- 1913: Die Schlacht bei Gettysburg (The Battle of Gettysburg)
- 1913: The Scourge of the Desert
- 1914: The Typhoon
- 1915: The Coward
- 1915: In the Tennessee Hills
- 1915: Rumpelstiltskin
- 1915: The Darkening Trail
- 1916: Civilization
- 1916: Hell’s Hinges
- 1923: Anna Christie
- 1916: The Return of Draw Egan
- 1916: The Vagabond Prince
- 1917: The Pinch Hitter
- 1917: The Narrow Trail
- 1918: Blue Blazes Rawden
- 1918: Selfish Yates
- 1918: Branding Broadway
- 1919: The Homebreaker
- 1919: The Busher
- 1919: Der Siedlertreck (Wagon Tracks)
- 1919: 23 1/2 Hours' Leave
- 1919: Behind the Door
- 1920: Dangerous Hours
- 1920: Hairpins
- 1920: The Leopard Man
- 1921: Lügende Lippen (Lying Lips) (Produktion)
- 1921: Hail the Woman
- 1922: Lorna Doone
- 1922: The Hottentot
- 1923: Liftboy Nr. 13 (Bell Boy 13)
- 1923: Soul of the Beast